# Béatrice de Rothschild
Béatrice de Rothschild, dite Béatrice Ephrussi, ou Mme Maurice Ephrussi (14 septembre 1864 - 7 avril 1934), est une richissime membre de la famille Rothschild.

## Biographie
Le 14 septembre 1864 naît Charlotte Béatrice de Rothschild à l'hôtel Talleyrand (l'ancien Consulat des États-Unis), 2 rue Saint Florentin à Paris.
Fille du baron Alphonse de Rothschild (1827-1905), grand collectionneur d'art ancien et important donateur des musées français, et de Leonora von Rothschild (1837-1911) issue de la branche Rothschild dite « de Londres » (Voir l'article famille Rothschild), elle grandit dans le plus luxueux domaine du XIXe siècle, celui de Ferrières (Ferrières-en-Brie, Seine-et-Marne) (où elle conservera des appartements sa vie durant) et dans l'hôtel familial parisien de la rue Saint-Florentin, entourée de chefs-d'œuvre.
Le 5 juin 1883 elle épouse à l'âge de 19 ans le milliardaire russe Maurice Ephrussi (Famille Ephrussi), un ami des parents de Béatrice âgé de 34 ans, de quinze ans son aîné, issu d'une famille juive d'Odessa dont la fortune était liée à l'exportation de blé et aux mouvements bancaires.
En raison d'une tuberculose génitale de Béatrice qui a entraîné une stérilité, le couple n'aura pas d'enfant. L'union n'est pas heureuse, Béatrice reprochant à son mari son assuétude pour le jeu. Le couple se sépare en 1904 mais Béatrice, pour des raisons de discrétion - le divorce est mal vu à cette époque - gardera le nom d'Ephrussi.
Passionnés d'architecture, de nature et d'art, le couple habite de somptueuses demeures et collectionne les objets d'art rares.
À la mort de son père (1905) elle partage avec son frère une fortune estimée à 700 000 000 €. Béatrice acquiert 7 hectares au Cap-Ferrat pour y construire la villa de ses rêves. Au décès de sa mère, en 1911, elle acquiert un terrain a Monte-Carlo et mène un train de vie de reine de France à la Marie-Antoinette.
À Paris, Béatrice Ephrussi de Rothschild réside dans un hôtel particulier du 19 avenue Foch (aujourd'hui l'ambassade d'Angola).
D'un caractère difficile, son neveu Guy de Rothschild la décrivit comme « une jeune fille un peu déchaînée, d'une invivable nervosité ».
La baronne décède le 7 avril 1934, âgée de 69 ans, à Davos (Suisse) d'une tuberculose pulmonaire galopante ; son corps est transporté au cimetière du Père-Lachaise (7e division) où il repose dans le caveau familial.
N'ayant pas de descendance, c'est son frère cadet, le baron Édouard de Rothschild, qui hérite de sa fortune.
À l'instar de son père, régent de la Banque de France, l'un des principaux actionnaires de la Compagnie des Chemins de fer de Paris à Lyon et à la Méditerranée (P.L.M.), membre de l'Académie des beaux-arts, ou de son oncle Alfred, conservateur de la Wallace collection à Londres, Béatrice Ephrussi collectionne œuvres d'art et résidences.
De par son parcours, son goût pour le XVIIIe siècle français ou l'exotisme, elle s'inscrit dans la lignée des grands collectionneurs d'art de l'époque : Cernuschi, Jacquemart-André, Wallace, Frick, sans oublier de nombreux membres de sa famille (Edmond de Rothschild, Ferdinand de Rothschild (Waddesdon), etc. Elle prospecte et fait venir par train jusqu'à Beaulieu-sur-Mer des œuvres qu'elle sélectionne sur le quai de la gare.
Portant son goût pour l'art à l'extrême, on dit qu'elle acheta un jour une chapelle pour n'en retirer qu'une fresque[réf. nécessaire].

### Villa Ephrussi de Rothschild

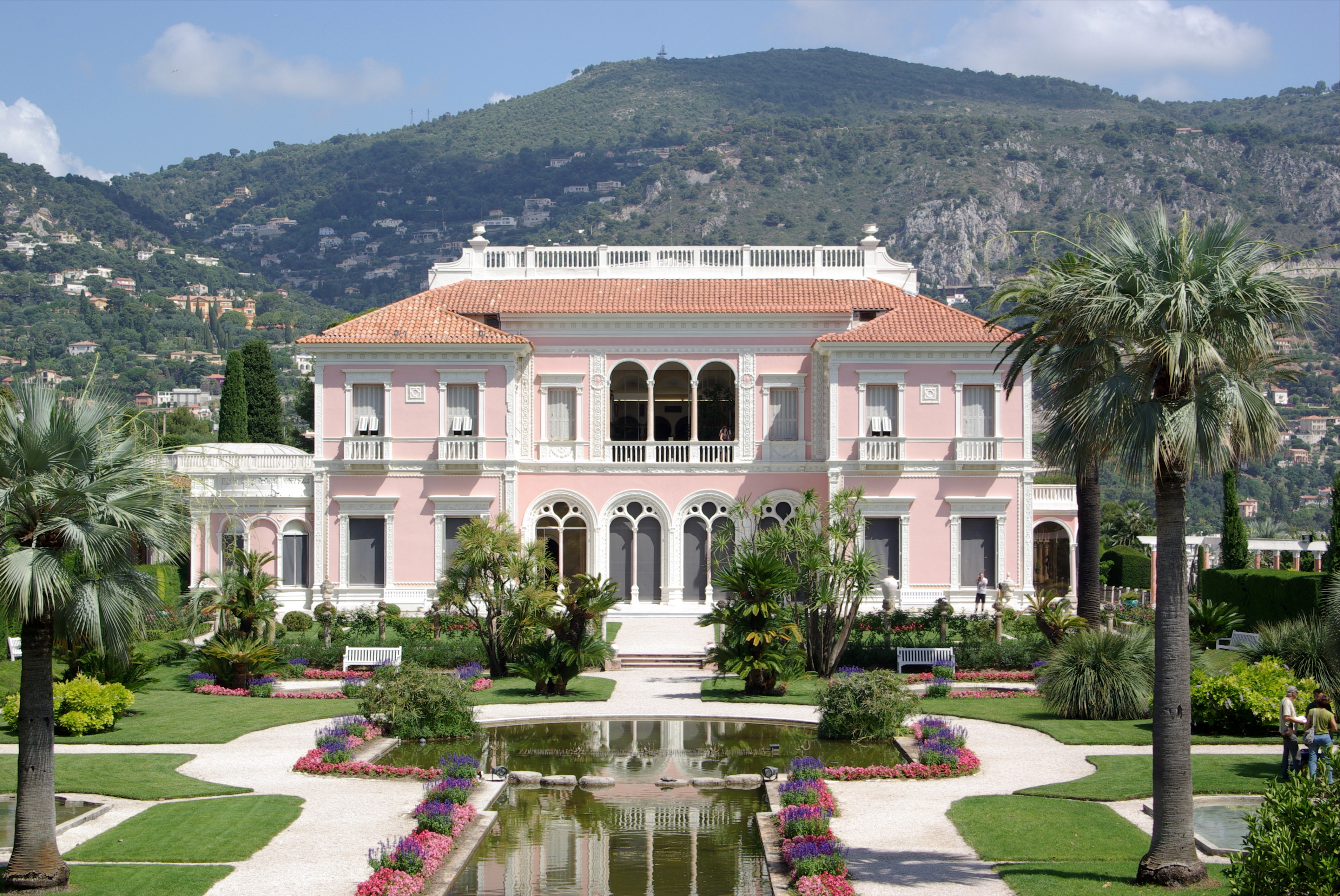
Villa Ephrussi de Rothschild sur la presqu'île de Cap Ferrat à Saint-Jean-Cap-Ferrat.

Béatrice Ephrussi découvre le Cap Ferrat en 1905, à l'époque où la Côte d'Azur est un lieu de villégiature de la haute société. Séduite par la beauté naturelle du site, elle acquiert sept hectares de terrain rocheux et stérile sur la partie la plus étroite de la presqu'île, disputant cette parcelle au roi Léopold II de Belgique, désireux d'agrandir sa propriété mitoyenne.
Pas moins de cinq années de travaux (1907-1912) gigantesques seront nécessaires pour construire cette demeure rappelant les grandes maisons de la Renaissance italienne. Plusieurs architectes sont pressentis dont Jacques Marcel Auburtin (1872-1926), prix de Rome, dont le projet séduit Béatrice Ephrussi.
Ce dernier confie à Aaron Messiah la construction de la Villa « Île-de-France » (Villa Ephrussi de Rothschild) ainsi nommée en raison de la forme du jardin principal en forme de pont de navire. Béatrice pouvait ainsi s'imaginer, voyant la mer de chaque côté, être à bord du vapeur « Ile de France » de la société générale des transports maritimes (S.G.T.M.) en souvenir d'un voyage mémorable. " Elle imposait à ses jardiniers le port du béret de marine, se donnant ainsi l'illusion de vivre entourée d'hommes d'équipage sur un paquebot faisant le tour du monde ". Le terrain est dynamité, arasé et nivelé. La construction peut alors commencer.
La commanditaire n'hésite pas à faire réaliser les projets grandeur nature pour s'assurer du résultat final. Elle décide d'entourer la villa de jardins. Après son décès, d'autres jardins à thème seront ajoutés. Aux jardins à la française, japonais, roseraie et jardin lapidaire initiaux, s'ajoutent les jardins espagnol, italien, exotique, provençal, réminiscences des voyages de la baronne.
À l'instar d'Edmond Rostand qui ne voulait que du blanc dans sa Villa Arnaga à Cambo-les-Bains (Pyrénées-Atlantiques), elle exige partout le rose, sa couleur fétiche. Élisabeth de Gramont, sa cousine, l'évoque dans une sempiternelle robe rose - elle portait des robes à panier - « semblant partir éternellement pour un bal paré ».
Elle possède également la « Villa Soleil » et la « Villa Rose de France » à Monte-Carlo et fait construire une volière dans chacune de ses résidences pour ses centaines d'oiseaux. Elle possède également deux singes et une mangouste de compagnie, qui dorment sur un siège de style Louis XVI réalisé sur mesure.
Elle ne séjournera que très peu dans la villa « Île-de-France » qu'elle délaisse à partir de 1916, à la mort de son mari, et la lègue par testament en 1933 à l'Institut de France avec la totalité de ses très importantes collections d'art réparties dans ses diverses résidences à charge pour l'Institut de maintenir « l'aspect d'un salon » dans l'esprit des musées Nissim-de-Camondo ou Jacquemart-André sous le statut juridique d'une fondation.
La villa-musée est ouverte au public en 1937.

## La baronne dans la littérature
Le chroniqueur André de Fouquières écrit :
« Je revois le visage de Mme Maurice Ephrussi, née de Rothschild, un visage aux traits fins encadré de cheveux d'argent. Elle était toujours vêtue de bleu Nattier, un ruban de même couleur retenant ses boucles, un petit fox-terrier " Marche " couché à ses pieds. [...] Mme Ephrussi vivait très simplement en dépit de sa grande fortune. On murmurait en effet qu'elle avait un grand souci d'économie, cependant il lui arrivait de convier ses amis à de fastueuses soirées et je me souviens d'une nuit d'été, où nous eûmes le privilège de voir, dans les jardins de son hôtel dessinés à la française, et baignés de clair de lune, la Pavlova danser sur des nocturnes de Chopin. »,
Béatrice Ephrussi apparaît ainsi dans le Journal d'un collectionneur marchand de tableaux - 1919-1939, de René Gimpel (Calmann-Lévy, 1963, p. 16 et 17), citant l'antiquaire Louis Guiraud :
« Elle n'aime pas régler ses factures. Les frères Allez vendent leurs poêles à bois six cents francs. Elle les achète deux cents car elle a découvert à Nancy, après de longues recherches, l'industriel qui (les) fournit" (...) - à la Bibliothèque nationale, où elle va pour voir les " singeries " du XVIIIe (qui sont aux Archives nationales...) : " habillée de rose comme toujours, avec un chapeau bleu sur ses cheveux blancs  (...) le visage comme un vin rosé, très lapin blanc (...) - chez le décorateur Boulanger : " elle aperçoit une toile décorative, deux femmes qui dessinent une arabesque - deux mille francs - Je vous l'achète, mais faites-moi peindre des singes à la place de ces femmes. »
(Carnet du 14/02/1918).
Jacqueline Manciet a publié en 2011 aux Éditions Persée une biographie de Béatrice de Rothschild :
« Dans cette biographie, on découvre le destin hors-norme d'une femme qui aurait pu suivre le chemin pavé d'or des Rothschild mais qui a préféré s'en émanciper et tracer sa propre voie. Elle a exprimé son besoin de création à travers le rassemblement de collections hors pair, la mise en confrontation des œuvres et la construction d'une villa exceptionnelle. »
« La Sphinge, Jacqueline Manciet, 556 pages, 978-2-8231-0029-7 »(Archive.org • Wikiwix • Archive.is • Google • Que faire ?) (consulté le 2 août 2017)